# I・餓男
『I・餓男』（アイウエオボーイ）は、原作・小池一夫、作画・池上遼一（6巻まで）、松久鷹人（7巻のみ）による漫画。単行本は全7巻。

## 概要
男の復讐行を描いた作品。小池作品特有のダイナミックなストーリー展開と性描写が特徴。第1話の5ページ目（単行本だと1巻の7ページ目）で「エレクチオン」が登場する。
『男組』と並ぶ池上遼一の出世作である。特に1巻と2巻、5巻と6巻の間で長期の休載を挟んだこともあって、池上の画力が大きく向上している。また、『GORO』連載分の後半は作画協力として、津村正則のクレジットが入っている。
何度かの連載誌の変更、連載中断、作品舞台の転換、作画者の変更を挟んだ末に連載が中断され、未完となった。
なお、1982年より『ビッグコミックスピリッツ』（小学館）にて、同じ池上・小池コンビで『I・餓男』とほぼ同じテーマの『傷追い人』を連載しており、こちらは完結させている。

## 書誌情報
1973年、『週刊現代』（講談社）にて連載（1973年1月3日号～8月2日号）。同年、『週刊現代』の別冊を経て独立創刊した『劇画ゲンダイ』1973年10月号に『週刊現代』連載分の第一部と第二部を加筆修正した形で一挙掲載し、移籍したが1974年1月号で休刊。
1975年から『GORO』（小学館）で連載（1975年1月9日号～1979年12月13日号）されるが、池上が『男組』の週刊連載で多忙となったこともあり、1977年から途中2年の休載を挟む。代わりに小池は叶精作とのコンビによる『実験人形ダミー・オスカー』を連載する。1979年に本作も連載再開するが、1巻分を掲載したところで中断し、未完となった。
小池・池上コンビは本作のコンセプトを焼き直した『傷追い人』を連載するが、小池は同時並行で作画を松久鷹人に代え『COMIC劇画村塾』（スタジオ・シップ）に続編を連載する（1984年6月号～1985年6月号）。しかし、やはり未完となった。
最初に刊行された単行本（小池の会社であるスタジオ・シップから刊行された「劇画KING SERIES」）における巻数表記は、「<ア>」-「<カ>」（1巻-6巻に相当）、また原作・作画の代わりに「装弾：小池一雄　発射：池上遼一」と表記されている。その後、1984年に松久の作画分を含めた新装版が刊行され、こちらは巻数表記が「1-7」、また原作が小池一夫名義となっている。1984年版では松久の作画分に単行本未収録作品があったが、2000年に刊行された文庫版において全ての単行本未収録作品が収録され、こちらは全8巻。
『傷追い人』や『クライングフリーマン』で有名な池上・小池コンビの初期作品として何度か再版されているが、再販本には松久の作画分を収録しない版（全6巻相当）もある。